# (8990) Compassion
(8990) Compassion (1980 DN) – planetoida z grupy pasa głównego asteroid okrążająca Słońce w ciągu 5 lat i 221 dni w średniej odległości 3,15 au.
Została odkryta 19 lutego 1980 roku w Kleť Observatory, w pobliżu Czeskich Budziejowic. Nazwa planetoidy oznacza dosłownie Współczucie. Została nadana w celu upamiętnienia współczucia okazywanego przez ludzi na całym świecie przyjaciołom i rodzinom ofiar ataków terrorystycznych na Nowy Jork 11 września 2001 roku. Nazwa jest wyrazem nadziei na to, że osoby, którym współczujemy przezwyciężą swój ból i smutek. Została nadana trzy tygodnie po tych wydarzeniach wspólnie z (8991) Solidarity i (8992) Magnanimity.